# Edward Sloman
Edward Sloman, soprannominato Ted, (Londra, 19 luglio 1886 – Woodland Hills, 29 settembre 1972), è stato un regista, sceneggiatore e attore britannico.
Firmò anche con i nomi alternativi di Edward H. Sloman, Edward S. Sloman, Ted Sloman. Nato a Londra, Sloman lavorò negli Stati Uniti nell'industria cinematografica. Firmò come regista 98 film, ne interpretò come attore altri 34, ma fu anche sceneggiatore, produttore e aiuto regista per poi passare a lavorare alla radio.
Era sposato con l'attrice teatrale Hylda Hollis.

## Biografia
Nato e cresciuto a Londra, nel West End, Sloman andò via di casa a 19 anni per fare l'attore. Recitò per alcuni anni e diventando poi regista di teatro e di vaudeville. A causa di problemi con un potente agente teatrale, Sloman accolse il suggerimento di un'amica attrice e partì per gli Stati Uniti, dove arrivò come emigrante nel 1914.

### Carriera negli Stati Uniti
Presentato al regista Wilfred Lucas, Sloman venne presto assunto come attore a 7,50 dollari al giorno. Cominciò a scrivere delle sceneggiature, che vendette a 25 dollari l'una. Una di queste, un soggetto bellico, venne notata da Thomas H. Ince, importante regista e produttore hollywoodiano. 
A Sloman fu affidata la direzione degli studi della Lubin a Coronado, sulla West Coast. Il suo primo film da regista lo girò nel 1915 per la Lubin Manufacturing Company. Lubin, però, chiuse gli stabilimenti di Coronado nel 1916 a causa del pessimo momento che stava passando la compagnia, coinvolta nel crollo dalla Motion Picture Patents Company. Sloman lasciò la Lubin e passò all'American Film Company, una società emergente, dove diventò un alto dirigente. Vi diresse alcuni film, in particolar modo quelli interpretati da Mary Miles Minter. 
Nel 1919, Sloman passò a lavorare con un altro produttore indipendente, Benjamin B. Hampton; per lui, diresse The Westerners, un film il cui successo al botteghino gli aprì le porte presso i produttori indipendenti.

Nel 1924, venne assunto dall'Universal Pictures: il quarto film che firmò per l'Universal fu His People, un melodramma ebreo-americano che incontrò un enorme successo. La posizione di Sloman all'interno della casa di produzione si rafforzò e il regista vi restò per altri cinque anni. Il suo maggior successo resta quello del 1927, Surrender, interpretato dal divo russo Ivan Mozzhukhin.
Il passaggio dal muto al sonoro segnò però un disastro per Sloman che, nel 1929, con The Girl on the Barge, usò maldestramente la nuova tecnologia per riadattare al sonoro una pellicola muta. Il film fu un flop finanziario.
Quando lasciò l'Universal, Sloman diresse dei film di serie "B" per varie compagnie, per poi approdare alla Paramount, con alcuni buoni successi fino al 1931, lavorando con attori di vaglia come Gary Cooper, Claudette Colbert, Lilyan Tashman. Dal 1932, la sua carriera declinò rapidamente e, fino al 1938, girò solo quattro film.

### Gli ultimi anni
Dopo aver diretto quasi cento film, Sloman lasciò il cinema e passò a lavorare alla radio, come scrittore, produttore e regista.
Morì a Woodlands Hills nel 1972 all'età di 86 anni.

## Galleria d'immagini

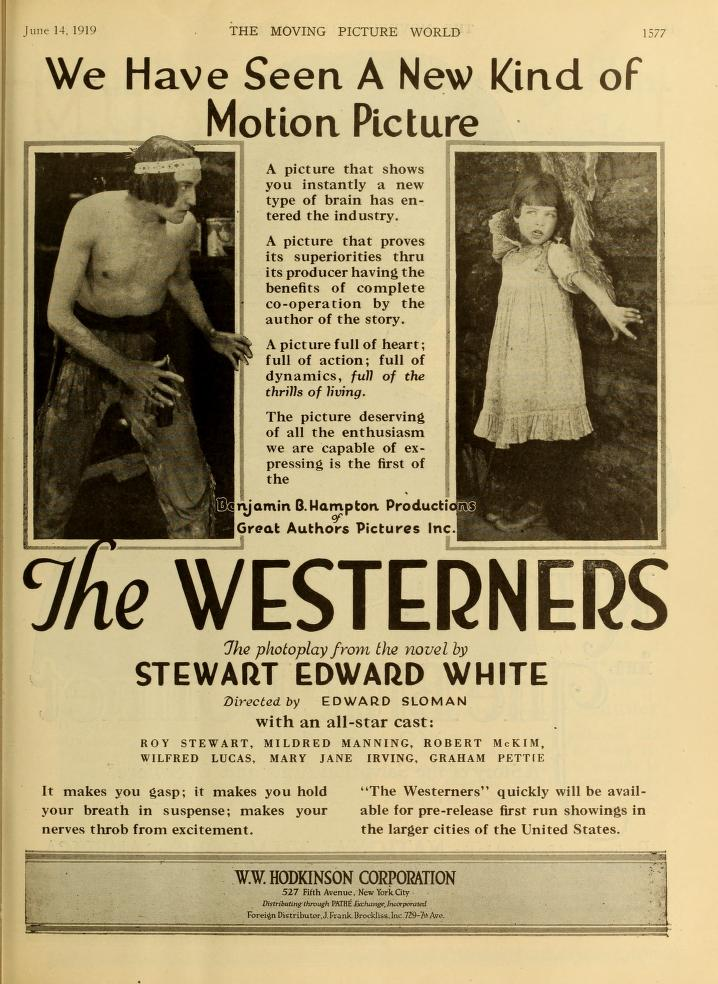
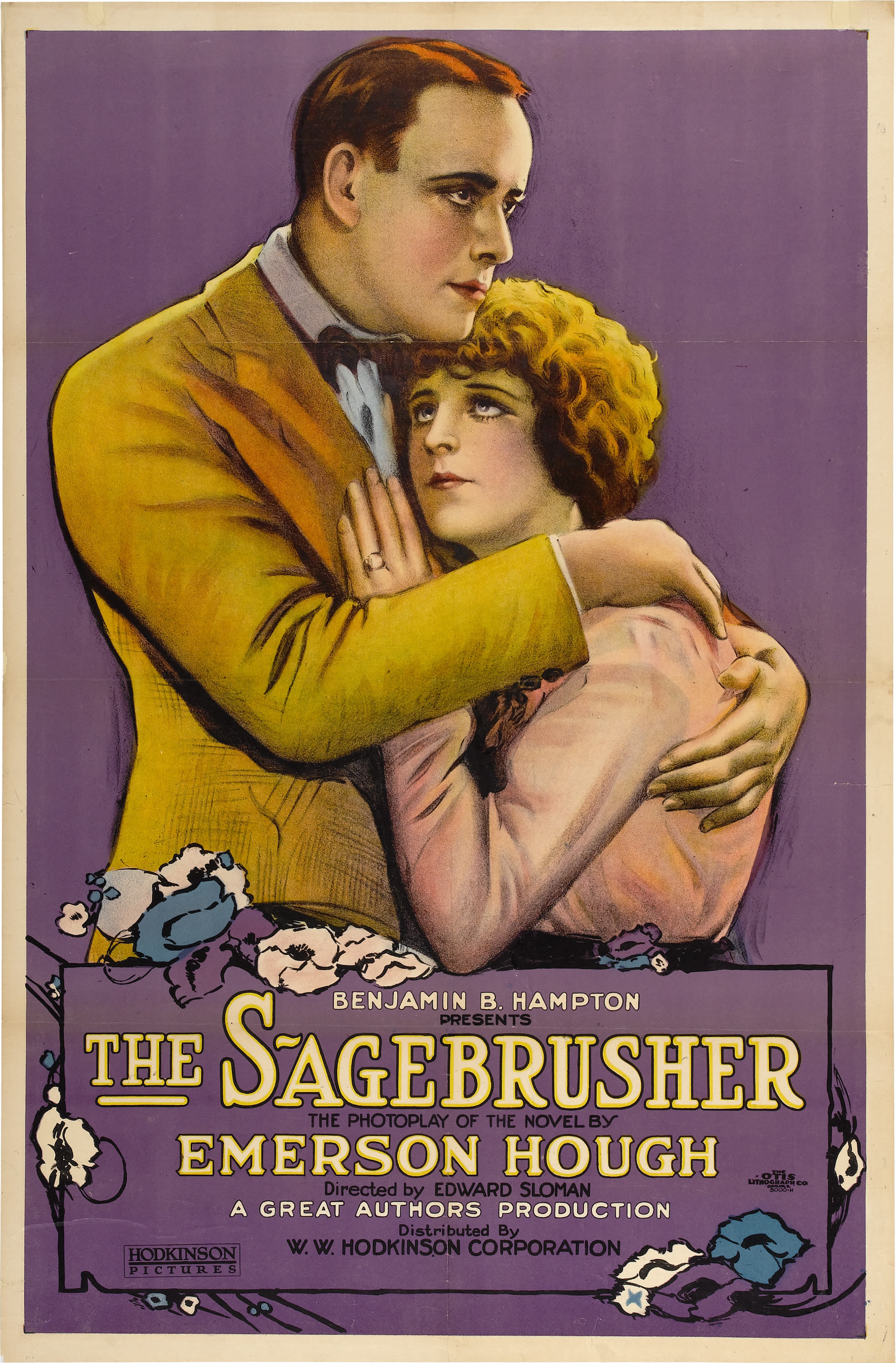

## Filmografia

### Regista

#### 1915
- The Mystery Woman (1915)
- The Spy's Sister (1915)
- Her Other Self (1915)
- By the Flip of a Coin (1915)
- The Taunt (1915)
- The Level (1915)
- The Legend of the Poisoned Pool (1915)
- The Convict King (1915)
- Faust (1915)

#### 1916
- Vengeance of the Oppressed (1916)
- The Bond Within (1916)
- The Law's Injustice (1916)
- Two News Items (1916)
- The Dragoman (1916)
- The Embodied Thought (1916)
- A Reformation Delayed (1916)
- Sold to Satan (1916)
- The Redemption of Helene  - cortometraggio (1916)
- The Gulf Between - cortometraggio (1916)
- A Sister to Cain (1916)
- The Return of James Jerome  - cortometraggio (1916)
- Lying Lips (1916)
- The Reclamation (1916)
- The Inner Struggle (1916)
- Dust (1916)
- The Atonement - cortometraggio (1916)
- A Woman's Daring (1916)
- Citizens All (1916)
- The Franchise (1916)
- Lone Star (1916)
- Sequel to the Diamond from the Sky (1916)
- The Twinkler (1916)

#### 1917
- Paladino (My Fighting Gentleman) (1917)
- High Play (1917)
- The Frame-Up (1917)
- Jack l'indomabile (The Shackles of Truth) (1917)
- Jack al ballo in maschera (The Masked Heart) (1917)
- Pride and the Man (1917)
- Sands of Sacrifice (come Edward S. Sloman) (1917)
- The Sea Master (1917)
- Snap Judgment (1917)
- New York Luck (1917)
- The Fighting Gentleman (1917)

#### 1918
- In Bad (1918)
- Jack poliziotto (The Midnight Trail) (1918)
- A Bit of Jade (come Edward S. Sloman) (1918)
- The Ghost of Rosy Taylor (1918)
- Money Isn't Everything (1918)
- Fair Enough (1918)
- The Mantle of Charity (1918)

#### 1919
- Molly of the Follies (1919)
- Put Up Your Hands! (1919)
- The Westerners (1919)

#### 1920
- The Sagebrusher  (1920)
- Burning Daylight (1920)
- The Luck of Geraldine Laird (1920)
- Blind Youth, co-regia di (non accreditato) Alfred E. Green (1920)
- The Sea Master (1920)
- L'ammutinamento dell'Elsinore (The Mutiny of the Elsinore) (1920)
- The Star Rover (1920)

#### 1921
- The Marriage of William Ashe (1921)
- The Other Woman (1921)
- The Ten Dollar Raise (1921)
- Pilgrims of the Night (1921)

#### 1922
- Shattered Idols (1922)
- The Woman He Loved (1922)

#### 1923
- The Last Hour (1923)
- Backbone (1923)
- Penna d'aquila (The Eagle's Feather) (1923)
- High Gear Jeffrey (1923)

#### 1925
- Il prezzo del potere (The Price of Pleasure) (1925)
- La scala del sogno (Up the Ladder) (1925)
- The Storm Breaker (1925)
- Sangue nostro (His People) (1925)

#### 1926
- The Beautiful Cheat (1926)
- The Old Soak  (1926)
- Butterflies in the Rain (1926)

#### 1927
- Alias the Deacon (1927)
- Prigionieri (Surrender) (1927)

#### 1928
- We Americans (1928)
- Legione straniera (The Foreign Legion) (1928)

#### 1929
- The Girl on the Barge (1929)
- Lo zeppelin perduto (The Lost Zeppelin) (1929)

#### 1930
- The Kibitzer (1930)
- Vertigine (Puttin' on the Ritz) (1930)
- Soldiers and Women (1930)
- L'isola dell'inferno (Hell's Island) (1930)

#### 1931
- Orda conquistatrice (The Conquering Horde) (1931)
- Gun Smoke (1931)
- Murder by the Clock (1931)
- Caught (1931)
- Il capitano (His Woman), regia di Edward Sloman (1931)

#### 1932
- Wayward (1932)
- Two Lips and Juleps; or, Southern Love and Northern Exposure (1932)

#### 1934
- There's Always Tomorrow (1934)

#### 1935
- A Dog of Flanders (1935)
- The Perfect Tribute (1935)

#### 1938
- Il segreto del giurato (The Jury's Secret) (1938)

### Aiuto regia
- Behind the Mask, regia di John Francis Dillon (1932) (aiuto regia/non accreditato)

### Attore
- The Fascinating Eye, regia di Allen Curtis (1914)
- The Strenuous Life, regia di Allen Curtis (1914)
- The Feud   (1914)
- Swede Larson, regia di Robert Z. Leonard (1914)
- Passing the Love of Woman (1914)
- The Severed Hand, regia di Wilfred Lucas (1914)
- The Love Victorious, regia di Wilfred Lucas (1914)
- The Trey o' Hearts, regia di Wilfred Lucas e Henry MacRae  (1914)
- A Woman's Debt (1915)
- The Mystery Woman, regia di Edward Sloman (1915)
- Haunted Hearts, regia di W.T. McCulley (1915)
- Their Hour (1915)
- Diana of Eagle Mountain, regia di W.T. McCulley (1915)
- The Mother Instinct, regia di Wilfred Lucas (1915)
- The Human Menace, regia di Wilfred Lucas (1915)
- A Modern Enoch Arden (1915)
- Under the Crescent, regia di Burton L. King (1915)
- Across the Footlights, regia di Burton L. King (1915)
- A Second Beginning, regia di Burton L. King (1915)
- Her Own Blood, regia di Burton L. King (1915)
- The Opening Night, regia di Burton L. King (1915)
- The Burden Bearer, regia di Burton L. King (1915)
- Out of the Flames, regia di Burton L. King (1915)
- Where Happiness Dwells, regia di Burton L. King (1915)
- Ethel's Burglar, regia di Murdock MacQuarrie (1915)
- The Valley of Regeneration, regia di Burton L. King (1915)
- In the Heart of the Hills, regia di Burton L. King (1915)
- The Markswoman, regia di Burton L. King (1915)
- Saved from the Harem, regia di Wilbert Melville (1915)
- Faust, regia di Edward Sloman (1915)
- Vengeance of the Oppressed, regia di Edward Sloman (1916)
- The Embodied Thought, regia di Edward Sloman (1916)
- Sold to Satan, regia di Edward Sloman (1916)
- The Severed Hand (1916)
- Tangled Threads , regia di Allan Forrest (1917)

### Sceneggiatore
- Her Own Blood, regia di Burton L. King (1915)
- The Markswoman, regia di Burton L. King (1915)
- The Dragoman, regia di Edward Sloman (1916)
- The Mantle of Charity, regia di Edward Sloman (1918)
- Social Briars, regia di Henry King (1918)
- Pilgrims of the Night, regia di Edward Sloman (1921)
- We Americans, regia di Edward Sloman (1928)

### Produttore
- The Last Hour, regia di Edward Sloman  (1923)
- The Last Hour, regia di Walter Forde (1930)